# Rolf Sievert
 (mars 2011).
Si vous disposez d'ouvrages ou d'articles de référence ou si vous connaissez des sites web de qualité traitant du thème abordé ici, merci de compléter l'article en donnant les références utiles à sa vérifiabilité et en les liant à la section « Notes et références ».
Rolf Sievert, né à Stockholm le 6 mai 1896 où il est mort le 3 octobre 1966, est un physicien suédois.

## Biographie
Son père, Maximillian Sievert, est un industriel.
En 1914, Rolf Sievert termine ses études secondaires à Stockholm et s'inscrit tout d'abord à l'Institut Karolinska puis à l'Institut royal de technologie de Stockholm.
Il obtient une maîtrise des sciences à l'université d'Uppsala en 1919.
Durant les années 1920, puisqu'aucune norme concernant les radiations n'existe au sein des différents hôpitaux, Sievert décide d'instaurer une organisation qui en 1925 devient responsable du contrôle des niveaux de doses dans toutes les cliniques de Suède qui utilisent les radiations comme traitement.
Le contrôle sera très vite étendu à tous les domaines touchant aux rayonnements, aussi bien médicaux qu'industriels.
Sa coopération bénévole dure jusqu'en 1924, date à laquelle la Société suédoise du cancer le nomme responsable du Laboratoire de physique des rayonnements (jusqu'en 1937).
En 1929, il est à l'initiative de la création de la Commission internationale de protection radiologique (ICRP) et de la Commission internationale des unités de mesure (ICRU].
Durant les années 1930, Sievert travaille sur les effets biologiques dus aux rayonnements ionisants. Il compare les effets dus aux faibles doses reçues par les radiologues lors de leur travail quotidien, à ceux causés par l'inévitable rayonnement naturel auquel personne n'échappe.
De nombreuses années avant que les retombées radioactives ne soient connues, Sievert étudie les maladies et douleurs consécutives aux retombées de cendres des éruptions volcaniques chez les Lapons.
Il obtient son doctorat en 1932. Le titre de sa thèse est en allemand: "Eine methode zur Messung von Röntgen-, Radium- und Ultrastrahlung nebst einige Untersuchungen über die Anwendbarkeit derselben in der Physik und der Medizin. Mit einem Anhang enthaltend einige Formeln und Tabellen für die Berechnung der Intensitätsverteilung bei Gamma-Strahlungsquellen", et en français: "Une méthode de mesure des rayons X, du radium et des ultra-rayonnements ainsi que quelques recherches sur leur applicabilité en physique et en médecine. Avec une annexe contenant des formules et des tableaux pour le calcul de la distribution d'intensité pour les sources de rayonnement gamma".
Il devient alors professeur associé en physique médicale à l'université de Stockholm. En 1937, le laboratoire s'installe à l'hôpital de Karolinska et s'appelle désormais "Département de physique des rayonnements". La direction lui en est confiée et en 1941, il devient le premier professeur du Département de physique des radiations médicales, poste qu'il occupera jusqu'en 1965.
Sievert apporte sa contribution la plus importante à la physique clinique en développant les bases de calcul des doses absorbées nécessaires aux soins des tumeurs. Il met notamment en évidence la contribution importante des rayonnements secondaires.
Il invente d'autre part de nombreux instruments permettant de mesurer les doses administrées, comme la chambre de Sievert.
À l'initiative de Sievert, le gouvernement suédois dépose en 1941, la première loi sur la protection contre les rayonnements ionisants, confiant son application au Département de physique des radiations.
De 1956 à 1962, il dirige l'ICRP, puis prend la direction de l'UNSCEAR (United Nations Commission on the Effects of Atomic Radiation) de 1958 à 1962.
Durant sa retraite, il s'occupe activement, tant au niveau national qu'international, de la radioprotection et des mesures de radiations, domaines dans lesquels il a joué un rôle de pionnier.
Rolf Sievert meurt le 3 octobre 1966 à Stockholm.

## La chambre de Sievert
La chambre de Sievert est faite de deux sphères ou cylindres concentriques composés d'un alliage de magnésium. Une électrode isolée est reliée à la sphère intérieure qui peut être portée à un potentiel donné. Lorsque la chambre est exposée à un rayonnement ionisant, l'air de la cavité comprise entre les deux sphères devient conducteur par la formation de paires d'ions, il s'ensuit un courant de fuite qui tend à diminuer le potentiel de la chambre interne. Il existe ainsi une relation entre la perte de charge, facilement mesurée, et la quantité de radiation reçue par la chambre.
La taille de la chambre peut être de quelques millimètres seulement, ce qui la rend facilement manipulable.

## Le sievert, unité de radiation
En l'honneur de Rolf Sievert, la résolution 5 de la XVIe Conférence internationale des poids et mesures (CGPM) de 1979 définit le sievert (Sv), à l'intérieur du système SI, comme étant l'unité de dose équivalente des radiations ionisantes. 1 Sv = 1 J/kg
Le sievert est utilisé pour mesurer la dose effective ou « équivalente » de radiation reçue par un tissu biologique.
Les différentes sortes de rayonnement ayant des effets différents sur les tissus vivants, une simple mesure de l'énergie reçue (en gray) ne donne pas une indication claire de l'effet biologique probable de ces radiations. La dose équivalente en sievert est égale à la dose exprimée en gray, multipliée par un facteur de pondération qui augmente avec la dangerosité des radiations et la sensibilité des tissus biologiques impliqués.
Une dose effective d'un sievert requiert un gray pour des rayonnements gamma ou bêta mais seulement 0,05 gray pour des rayonnements alpha ou 0,1 gray pour des rayonnements neutroniques d'énergie moyenne.
On utilise plus souvent le millisievert plus en rapport avec les doses concernant l'être humain.